# Atletika na Letních olympijských hrách 1992 – 1500 metrů muži
Běh na 1500 metrů mužů na Letních olympijských hrách 1992 se uskutečnil ve dnech 3.–8. srpna na Olympijském stadionu v Barceloně. Zlatou medaili získal španělský běžec Fermín Cacho, stříbrnou Rachid El Basir z Maroka a bronz Muhammad Sulajmán z Kataru.

## Výsledky finálového běhu
| *                | jméno              | země                   | čas     |
| ---------------- | ------------------ | ---------------------- | ------- |
| Zlatá medaile    | Fermín Cacho       | Španělsko              | 3:40,12 |
| Stříbrná medaile | Rachid El Basir    | Maroko                 | 3:40,62 |
| Bronzová medaile | Muhammad Sulajmán  | Katar                  | 3:40,69 |
| 4.               | Joseph Chesire     | Keňa                   | 3:41,12 |
| 5.               | Jonah Birir        | Keňa                   | 3:41,27 |
| 6.               | Jens-Peter Herold  | Německo                | 3:41,53 |
| 7.               | Noureddine Morceli | Alžírsko               | 3:41,70 |
| 8.               | Jim Spivey         | Spojené státy americké | 3:41,74 |
| 9.               | Graham Hood        | Kanada                 | 3:42,55 |
| 10.              | David Kibet        | Keňa                   | 3:42,62 |
| 11.              | Manuel Pancorbo    | Španělsko              | 3:43,51 |
| 12.              | Azat Rakipov       | Sjednocený tým         | 3:44,56 |